# MDAX
MDAX (skrót od Mid-Cap-DAX) – niemiecki indeks giełdowy obliczany od 19 stycznia 1996 przez Deutsche Börse dla spółek średniej wielkości.
Składa się on z wykazu następnych 50 największych pod względem kapitalizacji rynkowej spółek poniżej 30 największych spółek wchodzących w skład indeksu akcji DAX (i z wyłączeniem sektorów technologicznych). MDAX bierze pod uwagę nie tylko wzrost cen akcji, ale również wzrost kapitału poprzez wypłatę dywidendy.